# Sol de Echenique
Sol de Echenique o Placa de Echenique hace referencia a una pieza prehispánica de oro que fue regalada al presidente peruano José Rufino Echenique en la visita que realizó al Cusco en 1853. Fue declarado como Patrimonio Cultural de la Nación mediante Resolución Viceministerial N° 000149-2021-VMPCIC/MC.

## Descripción

Imagen esquemática.

La Placa de Echenique es una pieza de orfebrería compuesta en un 90% de oro, 5% de plata y 5% de cobre, de 13,5 cm de diámetro. Presenta muchas figuras dentro del círculo central y otras que se repiten simétrica y ordenadamente en veinte porciones periféricas donde destacan rostros humanos, la luna en creciente o menguante, rombos, cuadrados, ovoides y otros símbolos. Se desconoce el significado de dichos signos por lo que se conjetura que pudieron ser calendarios solares o lunares.

## Historia

### Datación
El arqueólogo estadounidense John H. Rowe dató la elaboración de la placa hacia el 500 A.C. Luis Guillermo Lumbreras afirmó que el mencionado disco corresponde a un pectoral de la cultura preincaica de Marcavalle en el Cusco y que calculaba su antigüedad en 3000 años por lo que sería un objeto contemporáneo a las culturas Paracas y Chavín. También se especula que sería un adorno que portarían sólo los gobernantes incas.
Otros estudios realizados por el doctor Julio C. Tello en 1923 indicaron que la iconografía del disco se relaciona con el dios Wiracocha. Además, el historiador inglés Clements R. Markham en su libro The Incas of Peru (1910), argumentó que el disco podría tratarse de un calendario lunar relacionado con las fiestas y ceremonias de cada mes del año.

### Descubrimiento y destino

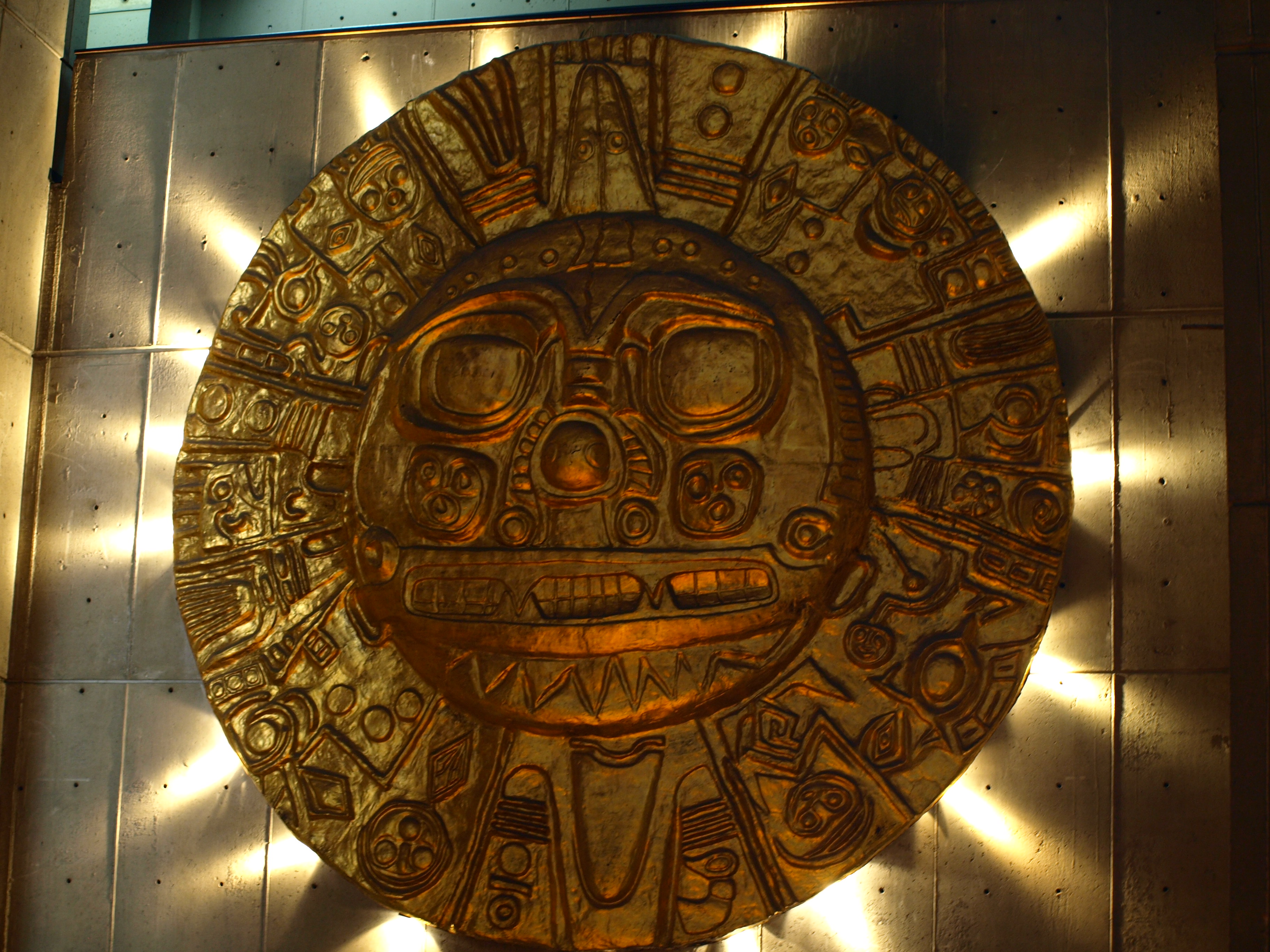
Réplica en gran tamaño del objeto, exhibido en el desaparecido Museo de la Nación en Lima.

El objeto de oro fue regalado por un personaje cusqueño al presidente junto con un tupo y otros objetos antiguos. El historiador inglés Clements R. Markham conoció la pieza en diálogo con el presidente el 25 de octubre de 1883 y realizó un dibujo de la misma. En el siglo XX, el historiador Julio C. Tello realizó investigaciones y averiguó que todas las piezas regaladas a Echenique fueron enviadas a Santiago de Chile y extraviadas en un incendio. No obstante, el disco reapareció en poder del coleccionista alemán Eduardo Graffon quien en 1912 lo vendió a otro coleccionista llamado George G. Heye quien lo obsequió al Museo del Indio Americano en Nueva York donde fue registrado bajo el número 3/4875.

### Restitución
Desde 2017, las autoridades peruanas han gestionado la devolución al Perú de la pieza de oro, que se exhibe en la sede de Washington D. C. del Museo del Indio Americano.
En 2019 el Instituto Smithsoniano, gestor del museo estadounidense, accedió a realizar el préstamo de la pieza para una exhibición itinerante en Cusco.

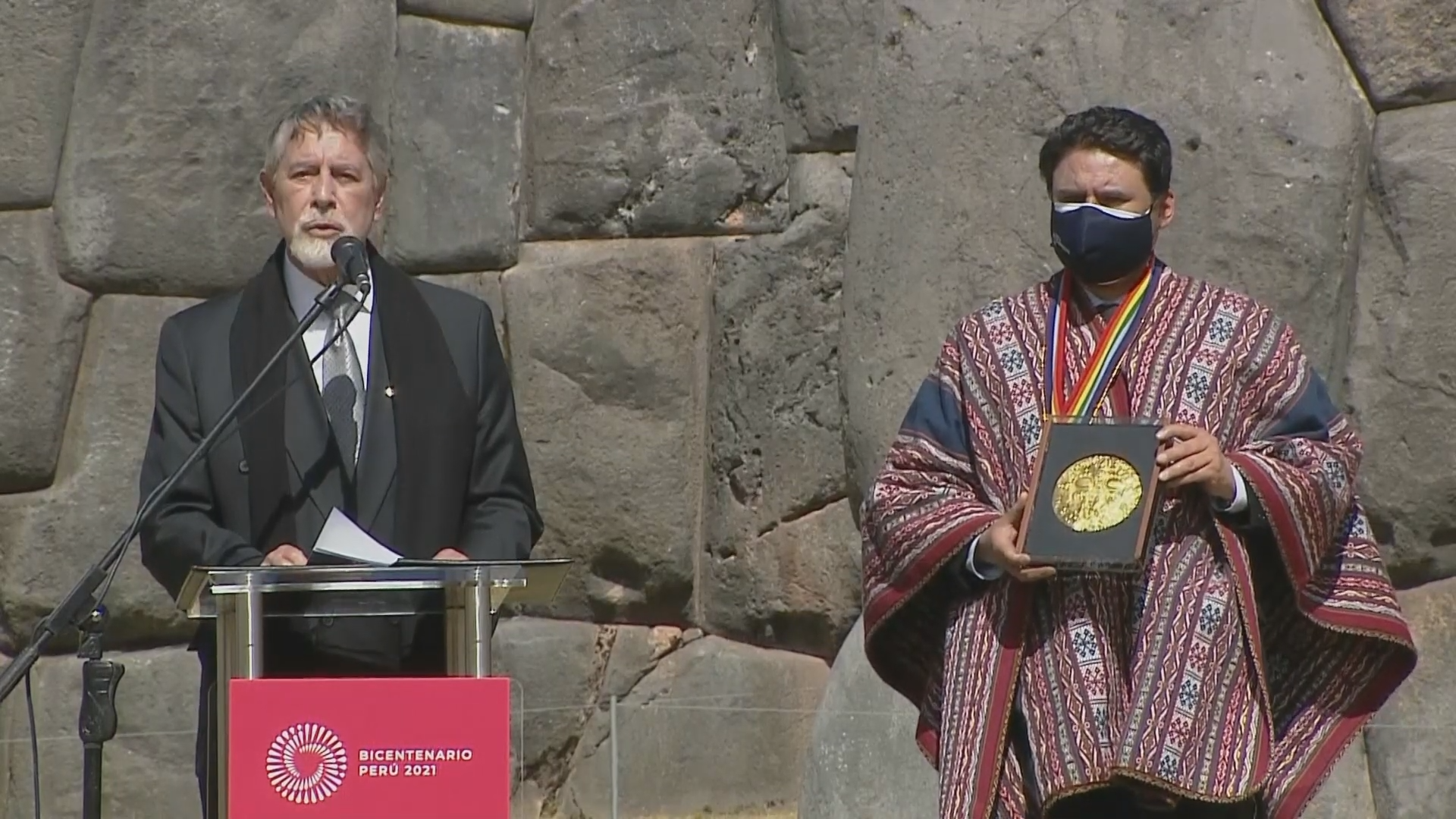
Entrega del artefacto al alcalde de Cusco Víctor Boluarte por parte del presidente del Perú Francisco Sagasti durante la ceremonia del Inti Raymi en la fortaleza de Sacsahuamán.

El 19 de junio de 2021, año del Bicentenario de la Independencia del Perú, la pieza dorada fue restituida al Perú en una ceremonia de presentación en Palacio de Gobierno con la asistencia del presidente Francisco Sagasti y representantes de la cancilllería peruana y del Ministerio de Cultura, Víctor Boluarte, alcalde del Cusco y, Lisa Kenna, embajadora de Estados Unidos.
Fue devuelta oficialmente al pueblo cusqueño y a los pueblos originarios, representados en el alcalde de Cusco Víctor Boluarte, por parte del presidente del Perú Francisco Sagasti el 24 de junio durante la ceremonia del Inti Raymi en la fortaleza de Sacsahuamán.

## Escudo del Cusco

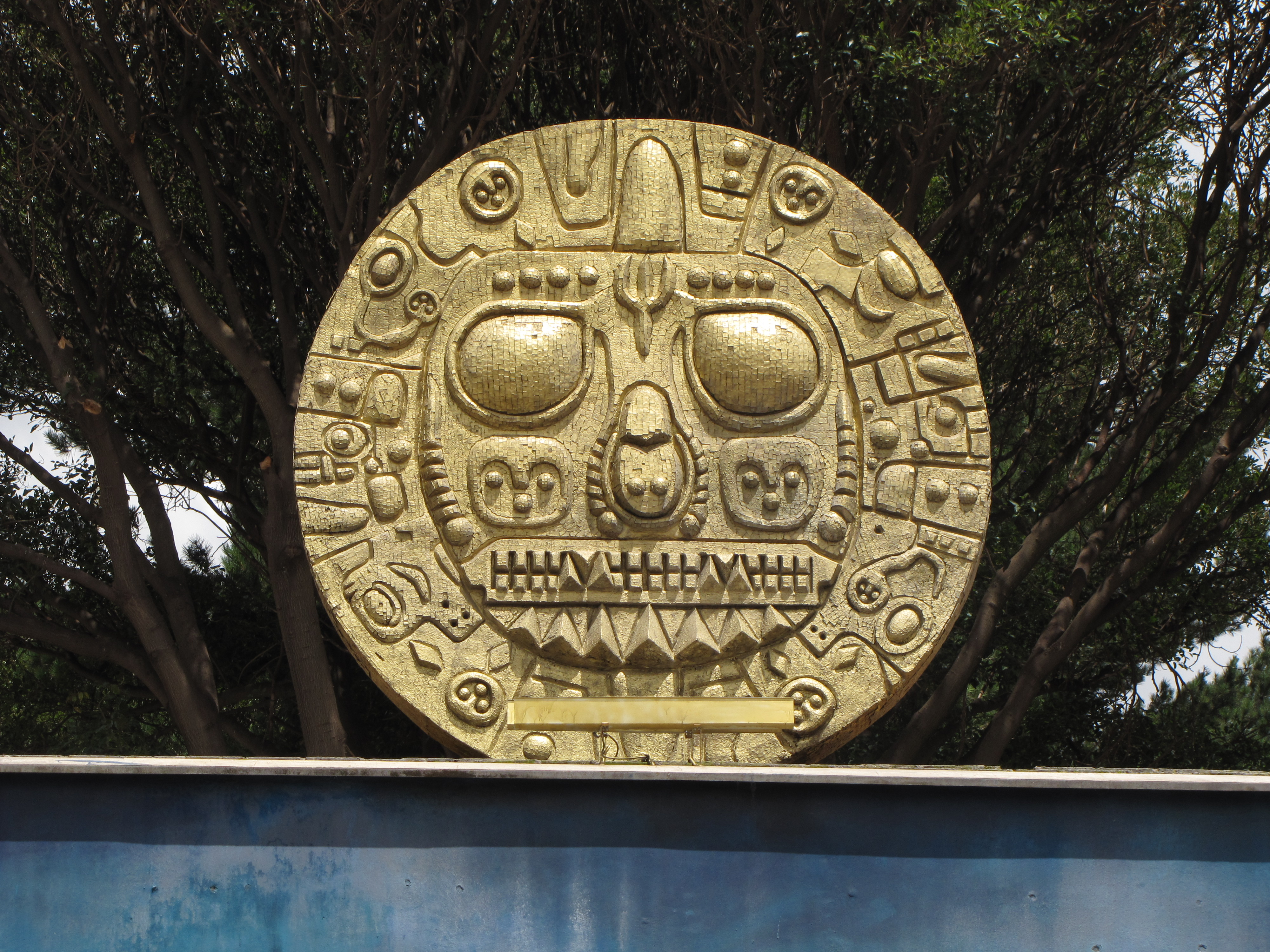
El Sol de Echenique como Escudo del Cusco en una fuente ornamental en la avenida El Sol.

En sesión solemne del 23 de junio de 1986, el Consejo provincial del Cusco decidió instituir como escudo oficial del Cusco la denominado Placa de Echenique. Asimismo, se proscribió "toda representación heráldica impuesta por la conquista como Escudo de Armas del Cusco". Este acuerdo municipal fue publicado en el Diario Oficial El Peruano el 2 de julio de 1986.
Desde junio de 2021, el símbolo es incluido en el estandarte del Cusco.